# Potarje
Potarje – wieś w Słowenii, w gminie Tržič. W 2018 roku liczyła 82 mieszkańców.